# О’Коннор, Томас (футболист, 2004)
Томас О’Коннор (исп. Tomás O'Connor; род. 25 марта 2004, Росарио, Санта-Фе) — аргентинский футболист, полузащитник клуба «Росарио Сентраль».

## Клубная карьера
О’Коннор — воспитанник клуба «Росарио Сентраль». 7 мая 2023 года в матче против «Платенсе» он дебютировал в аргентинской Примере. В этом же поединке Томас забил свой первый гол за «Росарио Сентраль».